# Eight Days a Week
Eight Days a Week è un brano dei Beatles del 1964, composto da John Lennon e Paul McCartney.

## Il brano

### Pubblicazione
Per quanto riguarda il mercato britannico-europeo, la canzone fu inserita nell'album Beatles for Sale pubblicato il 4 dicembre del 1964. Negli Stati Uniti invece, la canzone fu pubblicata con l'album Beatles VI il 14 giugno del 1965.
Questa irregolarità è spiegata dalle diverse strategie commerciali, almeno fino al 1966, delle due etichette: l'inglese Parlophone e la statunitense Capitol. Oltre ad utilizzare copertine diverse, gli album uscivano, dai due lati dell'oceano, non sincronizzati e le canzoni inserite potevano anche non risultare le stesse.

### Origine e storia
A causa di questo sfasamento discografico tra Europa e Stati Uniti, alcuni DJ americani trasmisero la canzone, grazie all'ausilio di dischi di importazione dall'Inghilterra. La canzone non era ancora nota e non era nemmeno incisa nell'ultimo album contemporaneo uscito in America; ma nonostante questo, ottenne un consenso tale da indurre i dirigenti della Capitol a pubblicare, rapidamente, un singolo con Eight Days a Week sul Lato A e I Don't Want to Spoil the Party sul retro.
Malgrado l'ottimo riscontro di vendite e il primo posto raggiunto nella classifica americana Billboard Hot 100 per due settimane ed in Canada per due settimane ed il quinto posto in Germania, i Beatles non la suonarono mai dal vivo.

### Musica e arrangiamento
La canzone fu il risultato di uno dei primi esempi di sperimentazione del gruppo per quanto riguarda gli arrangiamenti, le sonorità. Alle registrazioni "lampo" dei primi album, i Beatles sostituirono sedute prolungate di studio e di prove tecniche.

### Testo e significato
Il titolo significa "Otto giorni a settimana".
McCartney accreditò la paternità del titolo della canzone sia a Ringo Starr sia ad uno "chauffeur" che lo accompagnò alla casa di John Lennon.

## Formazione
- John Lennon - voce, chitarra ritmica, chitarra acustica
- Paul McCartney - voce, basso
- George Harrison - chitarra solista
- Ringo Starr - batteria

## Cover
- Alma Cogan nel 1965 come singolo dal doppio A-side assieme a Help!
- The Supremes nel 1965
- Procol Harum nel 1975 sul loro album Procol's Ninth
- Billy Preston nel 1976 sull'album Billy's Bag
- The Runaways in 1978 sul loro album And Now... The Runaways
- Joan Jett nel 1982
- Lorrie Morgan in 1987 sul suo album Leave the Light On
- The Dandy Warhols nel 2001 sul singolo Godless
- The Libertines nel 2003
- The Blanks nel telefilm Scrubs